# Kyriakos Mitsotakis
Kyriakos Mitsotakis (grč. Κυριάκος Μητσοτάκης; (Atena, 4. ožujka 1968.) je grčki političar koji  vrši dužnost grčkog premijera od 26. lipnja 2023. Istu dužnost već je vršio u razdoblju od 2019. do 24. svibnja 2023., nakon parlamentarnih izbora održanih 21. svibnja 2023. njegova stranka Nova Demokracija nije uspjela osvojiti većinu potrebnu za formiranje nove vlade te je Mitsotakis 24. svibnja 2023. podnio ostavku te su novi parlamentarni izbori raspisani za 25. lipnja na kojima je Mitsotakis osvojio većinu za formiranje nove vlade. 
On je predsjednik stranke Nova demokracija od 2016. i bio je vođa opozicije od 2016. do 8. srpnja 2019. godine. Osim toga, ranije je služio kao ministar za administrativnu reformu i e-upravu, ministar upravne reforme od 2013. do 2015. Prvi put je izabran u parlament u Ateni 2004. godine. Dana 7. srpnja 2019. godine, njegova je stranka pobijedila na parlamentarnim izborima u Grčkoj 2019. godine osiguravajući 158 mjesta za formiranje većinske vlade. 
Sin je bivšeg premijera Konstantinosa Mitsotakisa.

## Raniji život i obrazovanje
Rođen u Ateni, sin je bivšeg grčkog premijera i počasnog predsjednika Nove demokracije, Konstantinosa Mitsotakisa i njegove supruge Marike. U vrijeme rođenja njegova je obitelj bila u kućnom pritvoru od strane grčke vojne hunte koja je proglasila njegovog oca person non gratom i zatvorila ga u noći državnog udara. Godine 1968., uz pomoć tadašnjeg turskog ministra vanjskih poslova İhsana Sabrija Çağlayangila, obitelj je pobjegla u Tursku, kada je Kyriakos Mitsotakis imao godinu dana, odakle se nakon nekog vremena preselio u Pariz i mogao se vratiti u Grčku tek 1974. godine, kada je demokracija vraćena u Grčkoj.  
Godine 1986. diplomirao je na Atenskom koledžu. Od 1986. do 1990. pohađao je Harvardovo sveučilište i stekao diplomu društvenih znanosti, dobivši nagrade Hoopes i Tocqueville. Od 1992. do 1993. pohađao je Sveučilište Stanford gdje je magistrirao međunarodne odnose. Od 1993. do 1995. pohađao je Harvard Business School gdje je stekao MBA.

## Profesionalna karijera
Od 1990. do 1991. Kyriakos Mitsotakis radio je kao financijski analitičar u odjelu za korporativne financije Chase banke u Londonu. 1991. Mitsotakis se vratio u Grčku gdje je ostao do 1992. i pridružio se Helenskim zračnim snagama kako bi ispunio svoje obvezne nacionalne servisne obveze. Od 1995. do 1997. i nakon završetka poslijediplomskog studija zaposlen je u konzultantskoj kući McKinsey & Company u Londonu, s naglaskom na telekomunikacijske i financijske usluge. Od 1997. do 1999. radio je za Alpha Ventures, podružnicu privatnog kapitala Alpha banke, kao viši službenik za investicije, izvršavajući rizike i transakcije s privatnim kapitalom. Godine 1999. osnovao je NBG Venture Capital, podružnicu privatnog kapitala i rizičnog kapitala u Nacionalnoj banci Grčke, i djelovao je kao glavni izvršni direktor do travnja 2003. godine, kada je podnio ostavku kako bi nastavio karijeru u politici, upravljao svojim portfeljem i izvršavao transakcije u Grčkoj i na Balkanu.
U siječnju 2003. imenovan je od strane Svjetskog ekonomskog foruma za globalnog lidera sutrašnjice.

## Politička karijera
Tijekom parlamentarnih izbora 2000. godine, Mitsotakis je radio za nacionalnu kampanju Nove demokracije. Na parlamentarnim izborima 2004. godine, Mitsotakis je radio u izbornoj jedinici Atene B, dobivši više glasova od bilo kojeg drugog kandidata za Novu demokraciju u zemlji i izabran je u grčki parlament. 24. lipnja 2013., Mitsotakis je imenovan ministrom upravne reforme i e-upravljanja u kabinetu Antonisa Samarasa, naslijedivši Antonisa Manitakisa. Na tom je položaju bio do siječnja 2015. Tijekom tog razdoblja provodio je sveobuhvatne nacionalne reforme provođenjem funkcionalne reorganizacije institucija, struktura i procesa. Neprestano je podupirao drastično smanjenje javnog sektora i strukturnu reformu porezne uprave Mitsotakis je bio prvi od četiri člana Nove demokracije koji su objavili svoju kandidaturu na izborima za lidera, Nakon ostavke Antonisa Samarasa kao lidera stranke i neuspjeha Nove demokracije na izvanrednim izborima u rujnu 2015. godine. Među ostalim natjecateljima bio je tadašnji privremeni vođa i bivši predsjednik grčkog parlamenta Vangelis Meimarakis. Prema Financial Timesu, Mitsotakis je "napušten kao autsajder u utrci vodstva" zbog podrške stranačkog establišmenta Meimarakisovoj kandidaturi. Following the first round of voting with no clear winner, Mitsotakis came second, 11% behind Meimarakis. Nakon prvog kruga glasovanja bez jasnog pobjednika, Mitsotakis je zauzeo drugo mjesto, 11% iza Meimarakisa.
Mitsotakis je 10. siječnja 2016. izabran za predsjednika političke stranke Nova demokracija naslijedivši Ioannisa Plakiotakisa (prijelaznog predsjednika) s gotovo 4% razlike u odnosu na Vangelisa Meimarakisa. Tjedan dana nakon izbora Mitsotakisa kao vođe, objavljene su dvije ankete koje su Novu demokraciju stavile ispred Syrize prvi put u godini. Njegova stranka osvojila je 33% glasova na europskim izborima 2019. godine. On se bavio nacionalističkim pitanjima kritizirajući Prespanski sporazum o imenu Sjeverne Makedonije i kritizirajući politiku za prihvaćanje izbjeglica. Osobito je uspio osvojiti glasove stranke Zlatne zore. Nakon izbornih rezultata, grčki parlament je raspušten i raspisani su prijevremeni izbori.

## Premijer Grčke
Nova demokracija pobijedila je na parlamentarnim izborima 2019. godine, postigavši 39,85 posto glasova i osiguravši 158 mjesta u grčkom parlamentu. 8. srpnja 2019. grčki predsjednik Prokopis Pavlopoulos prihvatio je ostavku Tsiprasa i zadužio Mitsotakisa da oformi novu vladu.

## Privatni Život
Mitsotakis je oženjen Marevom Grabowski i ima troje djece; Sofiju, Konstantinos i Dafni.
Osim grčkog, govori engleski, francuski i njemački jezik.
Mitsotakis je mlađi brat bivšeg ministra vanjskih poslova i gradonačelnika Atene Dore Bakoyannis, zet pokojnog Pavlosa Bakoyannisa, kojeg je ubila teroristička skupina 17. studenog 1989. i ujak Kostasa Bakoyannisa, bivšeg regionalni guverner Središnje Grčke i sadašnjeg gradonačelnika Atene.

## Vanjske poveznice
- Službena web stranica